# The Hit
『The Hit』（ザ・ヒット）は、サンテレビなどで1995年（平成7年）10月から放送されている釣り番組。主にゲームフィッシングを取り扱う。

## 概要
- スタジオセットは番組スタートから数年間はアウトドアハウス風だったが、その後近代風のセットになった。2018年4月からはラジオ番組風のセットになっている（なおこのセットを使い始めた当初は非常に薄暗かった）。
- 司会陣はスタート時から変動がなかったが、アシスタントを担当してきた前田由紀子は2018年3月で卒業している。また、進行を務めるヒットギャルズは幾度かメンバーチェンジを繰り返している。
- 2014年11月26日放送分で放送1000回を迎えた。

## ネット局
| 放送対象地域 | 放送局               | 系列      | 放送日時           | 放送日の遅れ |
| ------------ | -------------------- | --------- | ------------------ | ------------ |
| 兵庫県       | サンテレビ（制作局） | 独立UHF局 | 水曜 22:00 - 22:30 |              |
| 埼玉県       | テレ玉               | 独立UHF局 | 木曜 21:00 - 21:30 | 8日遅れ      |
| 神奈川県     | tvk                  | 独立UHF局 | 日曜 5:25 - 5:55   | 4日遅れ      |
| 三重県       | 三重テレビ           | 独立UHF局 | 土曜 18:30 - 19:00 | 10日遅れ     |
| 愛媛県       | あいテレビ           | TBS系列   | 火曜 25:33 - 26:03 | 13日遅れ     |

### インターネット配信
- サンテレビ公式YouTubeチャンネル - 毎週水曜更新（本放送から20日遅れ）

過去にはGYAO!でも配信されていた。

## 出演者
- 磯部公彦（まるむし商店）（司会）
- 福本文幸（解説）

### ヒットギャルズ (リポーター)
- 加納永美子（エミコ）（2017年04月20日 - ）
- 村瀬みずき（ミズキ）（2017年04月26日 - ）

## 過去の出演者
- 菊元俊文
- 清水盛三
- 前田由紀子（アシスタント）

### ヒットギャルズ
- 福本沙紀（サキ）
- 原田沙知（サチ）
- ミシェル未来（ミシェル）
- 和多田藍（アイ）
- 阪口なつ（ナツ）
- AISA（アイサ）

## スタッフ
- プロデューサー：小川秀二郎／岡本義則（キックオフ'80）
- ディレクター：篭谷亜美、橋本陽子／古米由武、江川徹
- SW：湯浅輝美
- VE：小田崎久
- カメラ：木村毅
- 音声：市川茂和
- 照明：森重栄次郎
- VTR編集：政田謙次
- 取材カメラ：馬崎博資
- 美術：毎日舞台
- メイク：西川芳子
- タイトルCG：大野裕祐
- 情報協力：週刊ルアーニュース
- 制作協力：キックオフ'80
- 制作著作：サンテレビ